# Marico Gregersen
Marico Gregersen (* 2. Oktober 1976) ist ein deutscher Footballtrainer und ehemaliger -spieler. Seit 2022 ist er Assistenztrainer der Hamburg Sea Devils.

## Laufbahn
Gregersen spielte bei den Hamburg Silver Eagles, 1998 gelang ihm der Sprung in die Herrenmannschaft der Hamburg Huskies. Im Jahr 2000 stieß er zur Mannschaft Berlin Thunder (NFL Europe), im späteren Verlauf des Jahres lief er für die Kiel Baltic Hurricanes auf. Für Berlin Thunder spielte er bis 2003 jeweils in der im Frühsommer ausgetragenen NFL-Europe-Saison sowie ab 2001 bis 2006 dann zusätzlich für die Hamburg Blue Devils in der anschließend ausgetragenen Spielzeit in der höchsten deutschen Footballliga, der GFL. Mit den Berlinern gewann der Wide Receiver 2001 und 2002 den World Bowl sowie mit Hamburg 2001, 2002 und 2003 die deutsche Meisterschaft. Bis 2006 blieb er bei den Blue Devils, gefolgt von einem Jahr bei den Hamburg Eagles. 2007 zog er sich im Dress der Eagles eine schwere Hüft- und Oberschenkelverletzung zu. 2008 trug er erneut die Farben der Hamburg Blue Devils, 2009 wurde er mit den Kiel Baltic Hurricanes Deutscher Vizemeister. Im Zeitraum zwischen 2011 und 2014 verstärkte Gregersen die Hamburg Huskies, mit denen er in seinem letzten Jahr als Spieler auf der Quarterbackposition den Meistertitel in der Nordstaffel der zweiten Liga errang.
Gregersen gab seine Erfahrung in der Sportart American Football als Trainer im Nachwuchs- und Herrenbereich weiter und war unter anderem in der Jugend der Hamburg Blue Devils, der Hamburg Huskies sowie der Landesauswahl Hamburgs tätig. 2018 übernahm er das Amt des Angriffskoordinators beim Erstligisten Kiel Baltic Hurricanes und übte diese Tätigkeit bis August 2019 aus. Im Herbst 2019 kehrte er zu den Hamburg Huskies zurück und wurde Mitglied des Trainerstabs des Zweitligisten, allerdings fand 2020 aufgrund der COVID-19-Pandemie kein Spielbetrieb statt. Im Sommer 2022 wurde er Assistenztrainer bei den Hamburg Sea Devils in der europäischen Spielklasse ELF.